# Manfred J. Holler
Manfred J. Holler (* 25. Juli 1946 in München) ist ein deutscher Volkswirt und emeritierter Professor für Volkswirtschaftslehre (VWL) an der Universität Hamburg.

## Leben
Manfred J. Holler besuchte von 1952 bis 1956 die Volksschule in der Ostpreußenstraße in München und von 1956 bis 1966 das Maria-Theresia-Gymnasium München.
Von 1966 bis 1968 studierte er Volkswirtschaftslehre an der Ludwig-Maximilians-Universität München. Von 1968 bis 1969 folgte das Studium der Rechtswissenschaften an der Universität Lausanne. Von 1969 bis 1971 setzte er sein Studium der Volkswirtschaftslehre an der Ludwig-Maximilians-Universität München fort, welches er im Juni 1971 als Diplom-Volkswirt (Dipl.-Vw.) abschloss. Von 1972 bis 1974 studierte Holler Politikwissenschaften an der Ludwig-Maximilians-Universität München.
Im Juli 1975 erfolgte seine Promotion zum Dr. rer. pol.
Von 1976 bis 1984 war Manfred J. Holler als wissenschaftlicher Assistent am Fachbereich Volkswirtschaftslehre der Ludwig-Maximilians-Universität München beschäftigt, wo er im November 1984 seine Habilitation (Dr. rer. pol. habil. und Privatdozent) erlangte.
1986–1991 lehrte er als Associate Professor an der Universität Aarhus in Dänemark. Im September 1991 wurde er als ordentlicher Universitätsprofessor (C 4) für Volkswirtschaftstheorie (und Sozialpolitik) an den Fachbereich Wirtschaftswissenschaften der Universität Hamburg berufen. Im Herbst 2011 trat er in den Ruhestand, ist aber noch Mitglied der Universität Hamburg. 2008–2013 war er Senior Researcher am Public Choice Research Centre an der Universität Turku in Finnland. Er ist Mitglied der Finnish Academy of Science and Letters, des wissenschaftlichen Beirats des Instituts für angewandtes Mechanismus-Design (IFAMD) und Mitglied des Direktoriums des Center of Conflict Resolution (CCR).
Manfred J. Holler ist Founding Editor des European Journal of Political Economy und war verantwortlicher Herausgeber dieser Zeitschrift im Zeitraum von 1985 bis 1993. Für fast dreißig Jahre verantwortete er die Herausgabe der Vierteljahreszeitschrift HOMO OECONOMICUS. Seit 2016 ist er Editor-in-Chief dieser Zeitschrift. Ferner ist er Mitbegründer der European Academy of Standardization (EURAS), war deren erster Präsident und Herausgeber des EURAS Yearbook of Standardization. Ferner ist er Mitherausgeber des German-Greek Yearbook of Political Economy und des Finnish-German Yearbook of Political Economy.

## Forschungsschwerpunkte
Zu Hollers Forschungsschwerpunkten zählen Spieltheorie und Social Choice, Industrieökonomik, Netzwerktheorie, Kunst und Kulturmarkt, Law and Economics sowie Arbeitsmarkttheorie. Ein Schwerpunkt sind Arbeiten zu Macht-Indizes. Holler führte den sogenannten Public Good Index (auch als Holler-Index oder Holler-Packel-Index bezeichnet) in die Literatur ein.

## Schriften (Auswahl)
Manfred J. Holler publizierte 98 Artikel in begutachten wissenschaftlichen Zeitschriften und mehr als 100 Beiträge für Sammelbände etc. Dazu kommen u. a. folgende Buchpublikationen:
- mit Claus J. Tully: Arbeit und Mensch. Vom reduzierten Maß der Humanität in der Arbeit (= Schriftenreihe des Münchner Instituts für Integrierte Studien. Bd. 1). N. Leudemann, München 1981, ISBN 3-88628-210-4.
- als Herausgeber: Power, Voting, and Voting Power. Physica-Verlag, Würzburg u. a. 1982, ISBN 3-7908-0266-2.
- als Herausgeber: Coalitions and Collective Action. Physica-Verlag, Würzburg u. a. 1984, ISBN 3-7908-0299-9.
- als Herausgeber: The Logic of Multiparty Systems (= International Studies in Economics and Econometrics. 17). Kluwer Academic Publishers, Dordrecht u. a. 1987, ISBN 90-247-3515-7.
- als Herausgeber mit Ray Rees: The Economics of Market Structure (= European Journal of Political Economy. Bd. 4, Nr. 1, 1988, ISSN 0176-2680). Transfer-Verlag, Regensburg 1988.
- mit Gerhard Illing: Einführung in die Spieltheorie. Springer, Berlin u. a. 1991, ISBN 3-540-53769-4 (Zahlreiche Auflagen).
- als Herausgeber mit Jacques-François Thisse: The Economics of Standardization (= European Journal of Political Economy. Bd. 12, Nr. 2, 1996). Elsevier, Amsterdam u. a. 1996.
- mit Laszlo Goerke: Arbeitsmarktmodelle. Springer, Berlin u. a. 1997, ISBN 3-540-62693-X.
- als Herausgeber: Scandal and Its Theory. 2 Bände. Accedo-Verlags-Gesellschaft, München 1999–2002;
  - Band 1. (= Homo Oeconomicus. 16, 1 = Schriftenreihe des „Munich Institute of Integrated Studies“, Gesellschaft für Integrierte Studien. 36). ISBN 3-89265-037-3;
  - Band 2. (= Homo Oeconomicus. 19, 2 = Schriftenreihe des „Munich Institute of Integrated Studies“, Gesellschaft für Integrierte Studien. 47). ISBN 3-89265-048-9.
- Power Measures. 3 Bände. Accedo-Verlags-Gesellschaft, München 2000–2005;
  - Band 1: als Herausgeber mit Guillermo Owen: Selected Papers from „Power indices and coalition formation“ (= Homo Oeconomicus. 17, 1/2 = Schriftenreihe des „Munich Institute of Integrated Studies“, Gesellschaft für Integrierte Studien. 40). 2000, ISBN 3-89265-041-1;
  - Band 2: als Herausgeber mit Guillermo Owen. (= Homo Oeconomicus. 19, 3 = Schriftenreihe des „Munich Institute of Integrated Studies“, Gesellschaft für Integrierte Studien. 48). 2002, ISBN 3-89265-049-7;
  - Band 3: als Herausgeber mit Gianfranco Gambarelli. (= Homo Oeconomicus. 22, 4 = Schriftenreihe des „Munich Institute of Integrated Studies“, Gesellschaft für Integrierte Studien. 60). 2005, ISBN 3-89265-060-8.
- mit Barbara Klose-Ullmann: Spieltheorie für Manager (= Schriftenreihe des „Munich Institute of Integrated Studies“, Gesellschaft für Integrierte Studien. Bd. 55). Accedo-Verlags-Gesellschaft, München 2005, ISBN 3-89265-090-X (Spieltheorie für Manager. Handbuch für Strategen. 2., überarbeitete Auflage. Vahlen, München 2007, ISBN 978-3-8006-3398-2).
- mit Martin Leroch und Nicola Maaser: Spieltheorie Lite HLM. Aufgaben und Lösungen. Accedo-Verlags-Gesellschaft, München 2008, ISBN 978-3-89265-100-0.
- als Herausgeber mit Timo Airaksinen: Secrets of Secrets (= Homo Oeconomicus. 26, 1 = Schriftenreihe des „Munich Institute of Integrated Studies“, Gesellschaft für Integrierte Studien. 70). Accedo-Verlags-Gesellschaft, München 2009, ISBN 978-3-89265-070-6.
- als Herausgeber mit Andreas Nohn und Hannu Vartiainen: Essays in Honor of Hannu Nurmi. 2 Bände. Accedo-Verlags-Gesellschaft, München 2009–2011;
  - Band 1. (= Homo Oeconomicus. 26, 3/4 = Schriftenreihe des „Munich Institute of Integrated Studies“, Gesellschaft für Integrierte Studien. 72). ISBN 978-3-89265-072-0;
  - Band 2: als Herausgeber mit Guillermo Owen. (= Homo Oeconomicus. 28, 1/2 = Schriftenreihe des „Munich Institute of Integrated Studies“, Gesellschaft für Integrierte Studien. 74 (recte 75)). 2011, ISBN 978-3-89265-076-8.
- als Herausgeber mit Nurmi Hannu: Power, Voting, and Voting Power. 30 Years after. Springer, Berlin u. a. 2013, ISBN 978-3-642-35928-6.
- The Economics of the Good, the Bad, and the Ugly: Desires, Secrets, and Second-Mover Advantages, Routledge, London and New York, 2019.
- mit Gerhard Illing and Stefan Napel (2019), Einführung in die Spieltheorie, 8. Auflage Springer Gabler, 2019.
- mit Barbara Klose-Ullmann, Scissors and Rock: Game Theory for Those Who Manage, Springer, Berlin and Heidelberg:, 2020.